# Konfessionsschule
Als Konfessionsschule oder Bekenntnisschule wird in Deutschland eine Schule bezeichnet, in der Schüler nach den Grundsätzen eines christlichen Bekenntnisses unterrichtet werden. Verfassungsgrundlage dafür ist Artikel 7 Absatz 4 und 5 Grundgesetz.
Ursprünglich galt eine völlige Aufnahmebeschränkung für „bekenntnisfremde“ Schüler. Die meisten Schulen haben sich inzwischen Schülern anderer Glaubensrichtungen geöffnet, auch wird oft Religionsunterricht der jeweils anderen Konfession erteilt (römisch-katholisch oder evangelisch, vereinzelt auch islamischer Religionsunterricht). In Bekenntnisschulen ist die Teilnahme am Religionsunterricht in der Regel verbindlich. An öffentlichen Konfessionsschulen in staatlicher Trägerschaft in Nordrhein-Westfalen müssen Kinder, die im Schulbekenntnis getauft sind, bevorzugt aufgenommen werden, wenn es an einer solchen Schule mehr Anmeldungen als Plätze gibt.
In anderen vom Christentum geprägten Ländern Europas gibt es auch private Konfessionsschulen anderer als der o. g. nicht-christlichen Bekenntnisse, z. B. in den Niederlanden.

## Historische Entwicklung
Die Ursprünge des Schulwesens waren eng mit den Kirchen verknüpft und damit von Anfang an konfessionell geprägt. Im Rahmen des Kulturkampfs wurden die Schulen unter staatliche Schulaufsicht gestellt, aber noch in der Weimarer Republik existierten regional unterschiedlich sowohl Bekenntnisschulen als auch Gemeinschaftsschulen (auch „Simultanschulen“ genannt).
1927 – damals regierte das Kabinett Marx IV – legte die Zentrumspartei den Entwurf eines neuen Schulgesetzes vor, das eine Gleichstellung der Konfessionsschulen mit den Gemeinschaftsschulen vorsah. Laut Artikel 146 der Reichsverfassung bestand Vorrang von konfessionsübergreifenden Gemeinschaftsschulen gegenüber Schulen für Kinder einzelner Konfessionen.
Die BVP und die DNVP trugen diesen Entwurf mit; strikt dagegen war die Deutsche Volkspartei. Insbesondere das Zentrum maß der Schulfrage herausragende Bedeutung zu. Keine Seite gab in der Frage nach. Am 15. Februar 1928 wurde das Scheitern des Gesetzesvorhabens konstatiert. Dies bedeutete das Ende der Koalition. Reichspräsident Paul von Hindenburg löste den Reichstag einige Wochen später auf und ordnete eine Reichstagswahl für den 20. Mai 1928 an.
Am 20. Juli 1933, ein halbes Jahr nach der Machtergreifung des NS-Regimes, schlossen das Deutsche Reich und der Heilige Stuhl das Reichskonkordat.
Das Regime begann im Zuge der Gleichschaltung der Kirchen 1935 mit intensiven Propagandaaktionen gegen die Bekenntnisschulen. Seit 1936 wurden verstärkt Bekenntnisschulen in paritätische (konfessionell nicht gebundene) Schulen umgewandelt.
Das Reichserziehungsministerium verbot 1936 per Erlass die Einteilung von Schulklassen nach Bekenntnissen.
In den Nachkriegsjahren kam es in vielen Bundesländern zu heftigen politischen Auseinandersetzungen, welche der beiden erstgenannten Schulformen die „verfassungsrechtliche Regelschule“ darstellen sollte (siehe auch Cleavage-Theorie). Bayern, Baden-Württemberg, Nordrhein-Westfalen, Rheinland-Pfalz und Niedersachsen richteten konfessionell gebundene Bekenntnisschulen als gleichberechtigte staatliche Volksschulen ein. Nach Gründung der Bundesrepublik behielt das Reichskonkordat zwar seine Gültigkeit, das Bundesverfassungsgericht entschied aber 1957 im Konkordatsurteil, dass die Länder bei der Gestaltung des Landesschulrechts nicht an die Schulbestimmungen des Konkordats gebunden werden durften. Angesichts der zunehmenden konfessionellen Vermischung und dem Nachlassen religiöser Bindungen schafften Ende der 1960er Jahre fast alle deutschen Bundesländer, in denen Bekenntnisschulen noch existierten, diese zugunsten der christlichen Gemeinschaftsschulen als Regelschule ab. Als 1954 in Niedersachsen die Gemeinschaftsschule statt der Bekenntnisschulen als Regelschule eingeführt wurde, war der Widerstand vonseiten der katholischen Kirche groß; Mitte der 1960er Jahre wurde der politische Druck zu ihrer Abschaffung aber immer größer, sodass 1967 in Baden-Württemberg (nur auf einem Teil des Staatsgebietes gab es noch Konfessionsschulen) und Rheinland-Pfalz sowie 1968 in Bayern trotz Protesten beschlossen wurde, die Konfessionsschulen in Gemeinschaftsschulen umzuwandeln. Gleichzeitig wandelte sich auf katholischer Seite im Zuge des Zweiten Vatikanischen Konzils der kirchliche Erziehungsanspruch. Die Zuständigkeit des Staates in Bildungsfragen wurde anerkannt. Die deutsche katholische Kirche hielt nicht mehr an der staatlichen Bekenntnisschule als Regelschule fest.

## Formen heute

### Bekenntnisschulen in öffentlicher Trägerschaft
In zwei deutschen Bundesländern, Nordrhein-Westfalen und Niedersachsen, gibt es Konfessionsschulen als staatliche Schulen in der Trägerschaft von politischen Gemeinden. Ihre Finanzierung erfolgt vollständig aus staatlichen Mitteln, die Religionsgemeinschaften sind nicht an den Kosten beteiligt.

#### Niedersachsen
§ 129 Abs. 1 des Niedersächsischen Schulgesetzes bestimmt: „Auf Antrag von Erziehungsberechtigten sind öffentliche Grundschulen für Schülerinnen und Schüler des gleichen Bekenntnisses zu errichten.“ Diese Regelung führt Artikel 6 des „Konkordats zwischen dem Heiligen Stuhle und dem Land Niedersachsen“ vom 26. Februar 1965 aus, in dem es heißt: „Das Land gewährleistet die Beibehaltung und Neuerrichtung von katholischen Bekenntnisschulen.“
Zuvor hatte der niedersächsische Landtag 1954 die „christliche Gemeinschaftsschule“ zur Regelschule erklärt, wenn auch mit Ausnahmeregelungen für das Gebiet des ehemaligen Landes Oldenburg. Dort gab es bis zur neuen Niedersächsischen Verfassung von 1993 im Grundschulbereich ausschließlich Bekenntnisschulen. Im Schuljahr 2005/2006 waren im Land Niedersachsen von insgesamt 1760 Grundschulen 128 staatliche Grundschulen für katholische Kinder und 7 für evangelische Kinder.
Nach dem Niedersächsischen Schulgesetz dürfen bis zu 30 % der Schüler an einer Schule „bekenntnisfremd“ sein. Seit einer Gesetzesänderung vom 17. Juli 2012 können von dieser Regelung jedoch Ausnahmen gemacht werden, so dass die Schulen einen höheren Anteil bekenntnisfremder Kinder aufnehmen können, ohne den konfessionellen Status der Schule in Frage zu stellen (§ 129 Abs. 3 und § 157 Abs. 1 NSchG). Bis zu einer Neuregelung im Juli 2011 lag die Höchstquote bei 20 %, ursprünglich bei 10 %. Tatsächlich beträgt der Anteil „Bekenntnisfremder“ an öffentlichen katholischen Bekenntnisschulen im Oldenburger Münsterland bis zu 60 Prozent. Bekenntnisschulen können mit den Stimmen der Mehrheit der Erziehungsberechtigten in Gemeinschaftsschulen umgewandelt werden (§ 135 Abs. 5 NSchG). Schulleiter müssen in Niedersachsen nicht dem Schulbekenntnis angehören.
In der Stadt Lohne im Landkreis Vechta hat die Konkordatsregelung dazu geführt, dass bis zum Juli 2010 sechs von sieben Grundschulen katholische Konfessionsschulen in der Trägerschaft der Stadt waren. Mit Wirkung vom 1. August 2010 ist die einzige Schule für Schüler aller Bekenntnisse mangels Anmeldungen geschlossen worden. Seit dem Schuljahr 2010/2011 besuchen also alle Lohner Kinder im Grundschulalter katholische Bekenntnisschulen, obwohl nur 66 Prozent der Lohner Bevölkerung katholisch sind. Ein Antrag, die Lohner Grundschulen in Schulen für Schüler aller Bekenntnisse zu verwandeln, wurde im Oktober 2015 in allen Schulen von der Mehrheit der Eltern abgelehnt. Im Schuljahr 2020/2021 waren knapp 48 % aller Grundschüler in Lohne nicht katholisch.
In der Stadt Vechta, wo ähnliche Verhältnisse vorzufinden sind, wurde der Antrag gestellt, drei Bekenntnisschulen in Schulen für Schüler aller Bekenntnisse umzuwandeln. In einer Abstimmung am 15. Dezember 2008 wurde nur in einer von drei Schulen die damals erforderliche Zweidrittelmehrheit der katholischen Eltern erreicht, obwohl der Bürgermeister und der Rat der Stadt Vechta sowie Vertreter des Bischöflich Münsterschen Offizialats sich zuvor für die Umwandlung ausgesprochen hatten. Auch 2018 scheiterte der Versuch, eine Mehrheit der Eltern in Vechta dazu zu bewegen, ein Votum für die Aufhebung des Bekenntnisschul-Status der Schule abzugeben, die ihre Kinder besuchen. Bürgermeister Gels bewertete die Hürden als „zu hoch“, da die Nicht-Teilnahme an der Abstimmung wie ein „Nein“ behandelt werden müsse, was eine ungewöhnliche Vorschrift sei. Es hätten mehr Abstimmende für als gegen die Umwandlung gestimmt. Die Abstimmungen fanden zwischen dem 17. und dem 28. September 2018 statt. Auch im November 2021 gab es an keiner der katholischen Bekenntnisschulen in Lohne eine Mehrheit für eine Umwandlung der betreffenden Schule in eine Schule für Schüler aller Bekenntnisse.

#### Nordrhein-Westfalen
In Nordrhein-Westfalen hat die Bekenntnisschule Verfassungsrang. In Art. 12 Abs. 3 Satz 2 der nordrhein-westfälischen Verfassung heißt es: „In Bekenntnisschulen werden Kinder des katholischen oder des evangelischen Glaubens oder einer anderen Religionsgemeinschaft nach den Grundsätzen des betreffenden Bekenntnisses unterrichtet und erzogen.“ § 26 Abs. 6 des Schulgesetzes legt fest: „Lehrerinnen und Lehrer an Bekenntnisschulen müssen dem betreffenden Bekenntnis angehören und bereit sein, an diesen Schulen zu unterrichten und zu erziehen.“ Seit einer Schulrechtsreform von April 2015 sind Ausnahmen von der Bekenntnisbindung möglich: Seither können auch bekenntnisfremde Lehrkräfte im Ausnahmefall „zur Sicherung des Unterrichts“ an staatlichen Bekenntnisschulen unterrichten. Die Position der Schulleitung ist allerdings nach wie vor bekenntnisgebunden. Auch hier wurden aber bereits Ausnahmen gemacht: Im Jahr 2018 durften evangelische Lehrkräfte in Gladbeck und Borken die Leitung katholischer Bekenntnisgrundschulen übernehmen. Insbesondere durch die seit der Schulgesetzänderung normierte Ausnahmeregelung wird Kritik laut, wonach das Bekenntniserfordernis für Lehrkräfte und Schulleitung mangels Rechtfertigungsgrund gegen das Allgemeine Gleichbehandlungsgesetz verstößt. Neu ist auch, dass ein „nicht dem jeweiligen Schulbekenntnis entsprechender Religionsunterricht angeboten werden kann, sofern ein Bedarf besteht (12 Kinder) und die Lehrerversorgung gewährleistet werden kann“. Für eine Umwandlung in Gemeinschaftsgrundschulen sind die Stimmen der Eltern von mehr als der Hälfte aller Schülerinnen und Schüler erforderlich (§ 27 Abs. 3 SchulG). Bis März 2015 lag diese Umwandlungshürde bei zwei Drittel. Der Landtag beschloss ferner, dass „der Besuch von Schulgottesdiensten an Bekenntnisgrundschulen von Schülerinnen und Schülern nicht erzwungen werden darf, obwohl deren Eltern bei der Anmeldung ausdrücklich und übereinstimmend wünschen, ihr Kind solle nach den Grundsätzen des an der Schule vermittelten Bekenntnisses unterrichtet und erzogen werden.“
Im März 2016 bestätigte das Oberverwaltungsgericht NRW einen Beschluss des Verwaltungsgerichts Aachen, wonach an öffentlichen Bekenntnisgrundschulen bekenntnisangehörige Kinder einen vorrangigen Aufnahmeanspruch haben. Ausschlaggebend hierfür ist dem Beschluss zufolge allein die formale Religionszugehörigkeit eines Kindes (in der Regel die Taufe im entsprechenden Bekenntnis), nicht aber eine Erklärung der Eltern, dass sie eine Unterrichtung und Erziehung im Bekenntnis wünschen.
Im Schuljahr 2023/24 waren von 2.796 Grundschulen (davon 77 privat) 779 römisch-katholisch und 89 evangelisch, darüber hinaus gab es zwei jüdische Bekenntnisgrundschulen, eine mennonitische und eine russisch-orthodoxe Grundschule sowie eine Weltanschauungsschule. Von den 135 Hauptschulen waren 20 römisch-katholisch und 4 evangelisch. Im Schuljahr 2012/13 gab es in 75 Kommunen ausschließlich konfessionelle Grundschulen.
Seit dem Schuljahr 2008/2009 führte die Abschaffung der Schulbezirke durch die Landesregierung in Einzelfällen dazu, dass Kinder aus der unmittelbaren Nachbarschaft von Konfessionsgrundschulen dort abgelehnt wurden zugunsten wohnortferner „Bekenntniskinder“. In Bonn, wo damals 21 von 50 Grundschulen Bekenntnisschulen waren, bildete sich daher im März 2009 eine Bürgerinitiative, die sich anfangs für eine erleichterte Umwandlung von Bekenntnisgrundschulen in Gemeinschaftsschulen einsetzte und seit 2013 die Umwandlung aller öffentlichen Bekenntnisschulen in Gemeinschaftsgrundschulen fordert. 2012 und 2013 wurden allein in Köln fünf katholische Grundschulen von Eltern in Gemeinschaftsgrundschulen umgewandelt, meist weil andernfalls die Schulleiterstellen aus Konfessionsgründen nicht hätten besetzt werden können.

### Bekenntnisschulen in privater Trägerschaft
Art. 7 Abs. 4 GG erlaubt im Prinzip den Betrieb von Bekenntnisschulen in privater Trägerschaft. Laut einem Urteil des Bundesverwaltungsgerichts aus dem Jahr 1992 sind als „Bekenntnisvolksschulen“ nicht nur „Schulen der evangelischen Landeskirchen, der römisch-katholischen Kirche und der jüdischen Gemeinden, sondern - in Anknüpfung an die Glaubens- und Bekenntnisfreiheit in Art. 4 Abs. 1 GG - Schulen jeglichen Bekenntnisses“ einzustufen. Im Hinblick auf den Begriff „Bekenntnis“ wird „die Homogenität des Bekenntnisses von Eltern, Schülern und Lehrern, das die Schule und den gesamten Unterricht prägt“, als gegeben vorausgesetzt. Diese Bedingung trifft vor allem auf Schulen zu, die auf der „gemeinsame[n] Basis des Glaubens der Deutschen Evangelischen Allianz“ beruhen, sowie auf Schulen des mennonitischen Bekenntnisses. Ferner erwartet das Bundesverwaltungsgericht in seinem 1991 gefällten Urteil von privaten Bekenntnisschulen „ein Mindestmaß an Toleranz im Sinne von Duldsamkeit gegenüber abweichenden Überzeugungen anderer sowie die Achtung und Förderung der individuellen Wahrnehmungs- und Urteilsfähigkeit der Schüler […], nicht aber Neutralität und Offenheit in dem Sinne, daß am Ende der schulischen Erziehung nicht ein eindeutiges Bekenntnis zu bestimmten Glaubensinhalten und eine Bindung an bestimmte Werte stehen dürften; in diesem Rahmen ist auch das Werben für das eigene Bekenntnis zulässig.“
Die römisch-katholische Kirche oder ihre Untergliederungen sind Träger der meisten Konfessionsschulen. Relativ viele Schulen stehen in der Trägerschaft evangelischer Landeskirchen oder ihren Untergliederungen. An ca. 100 Orten in Deutschland sind seit 1973 evangelikale Bekenntnisschulen entstanden; die meisten von ihnen gehören dem „Verband Evangelischer Bekenntnisschulen (VEBS)“ an; es gibt aber auch evangelikale Bekenntnisschulen, die sich nicht dem VEBS angeschlossen haben.
In katholischer Trägerschaft befanden sich im Schuljahr 2015/16 904 allgemeinbildende und berufsbildende Schulen mit insgesamt knapp 360.000 Schülern, in evangelischer Trägerschaft im Jahr 2014 genau 1.139 allgemeinbildende sowie berufsbildende und berufliche Schulen. Die Schülerzahl wird mit bis zu 140.000 angegeben.  Im Schuljahr 2016/2017 existierten in Deutschland 104 evangelikale Privatschulen in 97 Städten und Gemeinden mit ca. 40.000 Schülern. Jedes Jahr nimmt die Zahl der Schüler solcher Schulen um durchschnittlich 9,5 % zu.
Die Schulen stehen unter der Aufsicht der Schulbehörden und vermitteln in der Regel als Ersatzschulen die Inhalte der Bildungspläne der öffentlichen Schulen. Entsprechend der länderspezifischen Kultusgesetzgebung werden als Ersatzschulen genehmigte Einrichtungen finanziell gefördert. In der Regel können 50 bis 60 % der entstehenden Kosten dadurch gedeckt werden. Die erhobenen Schulgelder werden meistens nach dem Einkommen der Eltern gestaffelt. An vielen Schulen gibt es reduzierte Schulgelder. Eine zusätzliche Finanzierung erfolgt durch Spenden. Träger der Schulen sind gemeinnützige Vereine, römisch-katholische Privatschulen werden in Trägerschaft einer Diözese, einer Ordensgemeinschaft oder eines Trägervereins unter kirchlicher Beteiligung betrieben.

#### Römisch-katholische Bekenntnisschulen
Laut der Erklärung der Bischöfe von NRW vom 30. Oktober 1985 werden in Bekenntnisschulen gemäß Artikel 12 Abs. 3 S. 2 der Landesverfassung in NRW Kinder nach den Grundsätzen des Bekenntnisses unterrichtet und erzogen, dem sie angehören. In diesem Sinne werden auch die geltenden Richtlinien und Lehrpläne angewendet. Die Festlegung der Grundsätze obliegt für katholische Bekenntnisschulen der römisch-katholischen Kirche. Die Grundsätze wurden zuletzt 2013 definiert. Die entsprechende Regelung orientiert sich an den früher bestehenden Verhältnissen, als noch keinerlei „Bekenntnisfremde“ in katholischen Bekenntnisschulen aufgenommen wurden.
Artikel 8 des „Konkordats zwischen dem Heiligen Stuhle und dem Lande Niedersachsen (Konkordat ND) vom 1.7.1965“ bestimmt: „Das Land Niedersachsen wird im Rahmen der allgemeinen Förderung der Privatschulen den Schulen katholischer Träger weiterhin seine Hilfe angedeihen lassen. Nach Maßgabe der staatlichen Vorschriften werden diese Schulen staatlich anerkannt und durch Finanzhilfe – mindestens unter Wahrung des bisherigen Verhältnisses zu den Aufwendungen für die von Gemeinden und Gemeindeverbänden getragenen öffentlichen Schulen – sowie durch Erleichterung im Austausch von Lehrkräften gefördert.“

#### Evangelische Bekenntnisschulen
Traditionsreichste Träger von Schulen evangelischen Bekenntnisses sind in Deutschland die Evangelischen Landeskirchen. In den „neuen“ Bundesländern sind sie Träger der meisten evangelischen Konfessionsschulen und auch der häufigste Träger freier Schulen insgesamt.
Innerhalb der Gesamtheit der sich „evangelisch“ nennenden Konfessionsschulen hat sich eine Strömung evangelikaler Schulen mit der Selbstbezeichnung „Freie Evangelische Schule“ etabliert, die großenteils in einem Dachverband mit dem Namen Verband Evangelischer Bekenntnisschulen (VEBS) zusammengeschlossen sind. Für den VEBS sind nur von Evangelikalen getragene Schulen „Evangelische Bekenntnisschulen“. Die Freie Evangelische Schule Ulm listet in ihrer Karte, auf der Standorte „evangelikaler Schulen“ in Deutschland markiert sind, neben Schulen, die dem VEBS angeschlossen sind, auch „Adventistische Schulen“ und „Sonstige evangelikale Schulen“ auf. Es gibt zehn Schulen der Siebenten-Tags-Adventisten in Deutschland.
Die meisten der evangelikalen Bekenntnisschulen entstanden seit den 1970er Jahren „als Reaktion gegen neomarxistische Schulreformen“.

#### Jüdische Schulen
In Deutschland gab es 2018 dreizehn jüdische Schulen: vier Grundschulen und eine Oberschule in Berlin, je eine Grundschule und ein Gymnasium in Düsseldorf und München sowie Grundschulen in Hamburg, Köln und Stuttgart, außerdem die I.E. Lichtigfeld-Schule in Frankfurt am Main, die im Schuljahr 2018/2019 bis zur 9. Klasse führte und zum Gymnasium ausgebaut wird.

#### Islamische Schulen
In Berlin gibt es eine Islamische Schule als staatlich anerkannte private Grundschule. Eine staatlich genehmigte islamisch-private Grundschule in München wurde 2010 von der Regierung von Oberbayern ebenso geschlossen wie der damit verbundene islamische Kindergarten, weil die Verfassungstreue des Trägervereins in Frage gestellt wurde.
Andere Versuche, islamische Bekenntnisschulen zu gründen, scheiterten in der Regel an Verwaltungsgerichten. Hauptprobleme, die vor Gericht immer wieder eine Rolle spielen, bestehen darin, den Begriff „islamisches Bekenntnis“ konsistent zu definieren, sowie darin, glaubwürdig zu belegen, dass die beantragte Schule die vom GG gebotenen Ziele der Toleranz gegenüber Andersgläubigen und der Gleichberechtigung der Geschlechter zu verwirklichen helfen wird. Zweifel an der Beteuerung, in der Schule werde Toleranz gelehrt, entstehen insbesondere dann, wenn Andersgläubige als „Ungläubige“ etikettiert werden.
Auch die Einführung eines islamischen Religionsunterrichts an öffentlichen Schulen verzögert sich u. a. dadurch, dass islamische Verbände sich schwer mit einem eindeutigen Bekenntnis zur Verfassungstreue tun. Was unter dem Begriff „Verfassungstreue“ von Menschen mit Migrationshintergrund in Deutschland zu verstehen ist, hat die Stadt Frankfurt am Main in einem „Merkblatt zur Verfassungstreue und Absage an alle Formen des Extremismus“ konkretisiert. Dieses Merkblatt wird zwar nur im Einbürgerungsverfahren offiziell verwendet, ist aber auch auf andere Situationen analog anwendbar, in denen von Muslimen und anderen Nicht-Christen „Verfassungstreue“ erwartet wird.

## Kritik

### Deutschlandweit
Die Institution der Konfessionsschule steht in der Kritik, unter dem Vorwand der Religionszugehörigkeit als ein Mittel zur sozialen Ausgrenzung missbraucht zu werden. Eltern erhofften sich durch die gezielte Anmeldung ihrer Kinder an einer Konfessionsschule ein sozial bessergestelltes Umfeld ohne Migranten.
Kritisiert wird die Bevorzugung der Kinder, die das „passende“ Bekenntnis mitbringen. Gibt es mehr Anmeldungen als verfügbare Plätze an der Schule, wählen konfessionelle Schulen nicht nach den normalen Kriterien der Ausbildungsordnung Grundschule, sondern nach Konfession aus. Diese Praxis ist vor allem dann zulässig, wenn in Gesetzen und anderen Rechtsnormen des zuständigen Landes die Kategorie des „Bekenntnisfremden“ verwendet wird.
Gelegentlich weigern sich Kommunen, Initiativen zur Gründung evangelikaler Bekenntnisschulen zu unterstützen. Ein Beispiel hierfür ist die niedersächsische Kreisstadt Cloppenburg. Der 2014 gegründete Verein „Freie Christliche Bekenntnisschule Cloppenburg e. V.“ beantragte den Betrieb einer Grundschule in Cloppenburg. Die niedersächsische Landesschulbehörde konnte ihn bislang nicht bearbeiten, da der Verein über kein geeignetes Schulgebäude verfügt. Der Rat der Stadt Cloppenburg lehnt es ab, dem Verein städtische Räume zur Verfügung zu stellen. Die Mehrheit der Ratsmitglieder befürchtet, dass in der geplanten Schule der als „Pfingstler“ eingestuften Initiatoren nur die religiöse Schöpfungsgeschichte, nicht aber die wissenschaftliche Evolutionstheorie gelehrt werden könnte. Zudem gebe es verbreitet die Skepsis, dass in der Praxis der Sport- und Sexualkundeunterricht nicht richtlinienkonform unterrichtet würden sowie dass Veranstaltungen wie der Karneval an der neuen Schule nicht stattfänden. Die Mehrheit im Cloppenburger Stadtrat vertrat die Meinung, dass es generell „in einem säkularen Gemeinwesen […] falsch“ sei, „weitere Schulen dieser Art zu genehmigen“. Gegen eine „Pfingstlerschule“ in Cloppenburg wehrten sich auch der Cloppenburger Stadtelternrat und Molbergens CDU mit Bürgermeister Ludger Möller an der Spitze. 

Im Kontext der Auseinandersetzungen im Cloppenburger Stadtrat wandten sich die Verfechter der Schulneugründung an die Gemeinde Molbergen. Sie stellten am 18. Februar 2021 beim Bürgermeister der Gemeinde einen „Antrag auf Anmietung von Räumlichkeiten in der ehemaligen ‚Dorfschule Resthausen‘“, der am 31. März 2021 vom Rat der Gemeinde beraten wurde. Es wurde von den Antragstellern betont, dass Molbergen nur ein provisorischer Standort des Schule sein solle. Bei drei „Ja“-Stimmen wurde der Antrag von den Ratsmitgliedern abgelehnt. In ihrer Argumentation im Molbergener Gemeinderat führten CDU-Vertreter Gründe wie den fehlenden Bedarf an einer weiteren Grundschule sowie andere Pläne für die ehemalige Dorfschule an. Nach einem Bericht des Rundblicks – Politikjournal für Niedersachsen stört sich die CDU in Molbergen vor allem daran, dass sich wichtige ehemalige CDU-Ratsmitglieder in der Zentrumspartei neu organisiert hätten und mit deren Hilfe das Projekt Schulneugründung betrieben. Der Autor des Berichts weist darauf hin, dass es unter Molbergenern die Befürchtung gebe, dass sich der Trend zu einer „Parallelgesellschaft der Pfingstler“ durch den Betrieb einer eigenen Schule verstärke. In der Gemeinde waren 2016 ca. 40 Prozent der ungefähr 8000 Einwohner Deutsche aus Russland; nach Angaben des Schulamtes der Gemeinde waren 50 Prozent der Schüler der staatlichen Grundschule Molbergen im Schuljahr 2015/2016 „Pfingstler“. 

Im Januar 2024 scheiterten die Pläne der Bekenntnisschul-Planer. Nach der Kündigung des Mietvertrags über ein als Schulgebäude ins Auge gefasstes Objekt konnte das Regionale Landesamt für Schule und Bildung in Osnabrück die Schulneugründung nicht genehmigen. Zuvor war die Nichterfüllung von Auflagen der zuständigen Baubehörde moniert worden. 

Bereits am 22. Februar 2021 hatte ein Vertreter der Grünen während der entscheidenden Sitzung des Cloppenburger Stadtrats das Argument vorgebracht: „Der Rat hat das Recht, darüber zu befinden, ob er eine bestimmte Entwicklung fördern möchte – z. B. durch eine entsprechende Bauleitplanung – oder eben nicht. Mit „handeln nach Recht und Gesetz“ hat das überhaupt nichts zu tun.“ Die zuständige Landesbehörde könne eine Schulneugründung „tatsächlich nur dann genehmigen […], wenn ein geeigneter Standort nachgewiesen wird.“
Das „Forum Säkulares Bremen“, das „für die konsequente Trennung von Kirche und Staat kämpf[t]“, fordert die Beendigung jeder staatlichen Förderung evangelikaler Bekenntnisschulen. Es sei „unverantwortlich […], christlichen Fundamentalisten die Erziehung von Kindern und Jugendlichen zu übertragen.“ Durch diese Erziehung würden Schülern erhebliche psychische Schäden zugefügt. Die Evangelikalen hätten in den vergangenen Jahren wiederholt ihre deutliche Ablehnung zum Gender-Mainstreaming, zu Homosexualität und jeder Form nicht biblisch legitimierter Sexualität zum Ausdruck gebracht. Nicht hinnehmbar sei es vor allem, dass „LehrerInnen einer evangelikalen Bekenntnisschule sich gegenüber [als homosexuell oder transsexuell] outenden SchülerInnen diskriminierend und mobbend verhalten“.

### Nordrhein-Westfalen und Niedersachsen
Das „Institut für humanistische Politik“ stellte 2019 fest, dass es in 75 Städten und Gemeinden in Nordrhein-Westfalen und in Niedersachsen keine staatliche Schule gebe, die nicht eine katholische oder evangelische Bekenntnisschule sei. Dadurch seien Konfessionslose gezwungen, ihre Kinder eine dieser Schulen besuchen zu lassen, „wenn sie nicht unverhältnismäßig lange Schulwege in Kauf nehmen wollen.“
Im Februar 2014 urteilte das Verwaltungsgericht Minden über die Klage einer muslimischen Familie aus Paderborn. Die Aufnahme eines Kindes war von einer katholischen Grundschule abgelehnt worden, nachdem die Eltern sich geweigert hatten, eine Erklärung zur verpflichtenden Teilnahme am katholischen Religionsunterricht und an Gottesdiensten zu unterschreiben. Die Kläger sahen den Status der Schule als Bekenntnisschule dadurch in Frage gestellt, dass lediglich 40 % der Schüler katholisch waren. Das Gericht bestätigte in seinem Urteil die Rechtmäßigkeit der Entscheidung des Schulleiters, das Kind nicht aufzunehmen, solange die Eltern keine Zustimmung zur Teilnahme ihres Kindes an Religionsunterricht und Schulgottesdienst leisteten. Das vorbehaltlose Recht, eine Bekenntnisschule zu wählen, bestehe aufgrund der Landesverfassung (Art. 12 Abs. 3 Satz 2) grundsätzlich nur für Kinder des entsprechenden Bekenntnisses. Eine Aufnahme bekenntnisfremder Kinder dürfe nur in Ausnahmefällen erfolgen, sofern dadurch die Bekenntnishomogenität der Schule nicht gefährdet werde oder wenn dieses Kind weder eine Schule des eigenen Bekenntnisses noch eine Gemeinschaftsschule in zumutbarer Entfernung erreichen könne.  Als zumutbar gilt der Schulweg für Grundschüler in NRW, wenn eine Schulwegdauer von insgesamt mehr als einer Stunde nicht überschritten wird. Regelmäßige Wartezeiten in der Schule vor und nach dem Unterricht sollen nicht mehr als 45 Minuten insgesamt betragen. Eine Verfassungsbeschwerde gegen die Entscheidung wies das Bundesverfassungsgericht im September 2017 als unzulässig zurück. Das Grundgesetz erlaube ausdrücklich staatliche Bekenntnisschulen. Die Alternative lautet also auch für muslimische Eltern, denen nicht von vornherein der Besuch einer Bekenntnisschule durch ihr Kind verwehrt wird: Einwilligung zu einer Erziehung des Kindes im Geist der betreffenden Konfession oder Inkaufnahme eines langen Schulwegs.
Ein weiterer Kritikpunkt besteht darin, dass nichtkatholische Grundschullehrkräfte in Nordrhein-Westfalen und in Niedersachsen regional bzw. landesweit schlechtere Berufschancen haben als katholische, weil es dort einen hohen Anteil katholischer Bekenntnisschulen an den öffentlichen Schulen gibt und an ihnen katholische Bewerber um eine Lehrer- oder Schulleiterstelle bevorzugt eingestellt bzw. befördert werden. Damit entsteht jedoch kein Konflikt mit dem Allgemeinen Gleichbehandlungsgesetz, nach dem eine Diskriminierung aus religiösen Gründen zwar widerrechtlich ist, aber eine Ausnahme existiert, die die Auswahl von Beschäftigten kirchlicher Organisationen und Einrichtungen nach Konfession weiterhin ermöglicht, ähnlich wie bei Parteien. Etwas anderes gilt jedoch für Bekenntnisschulen in staatlicher Trägerschaft, denn der Staat als Träger kann sich nicht auf die Ausnahmetatbestände des AGG berufen. Somit liegt, wenn Lehrkräfte der „richtigen“ Konfession bevorzugt werden, eine mögliche Diskriminierung vor.

## Belege
1. ↑  Pressemitteilung zum Beschluss des Oberverwaltungsgerichts Minden vom 22. März 2016
2. ↑  Die multikulturellen Niederlande: Vielfalt in Schule und Gesellschaft. canonvannederland.nl. Abgerufen am 28. Februar 2021
3. ↑  Kai Riedel [www.kai-riedel.de]: Verfassung des Deutschen Reichs ["Weimarer Reichsverfassung"] vom 11. August 1919. In: www.documentarchiv.de. Abgerufen am 27. August 2016.
4. ↑  http://www.deutschlandradio.de/archiv/dlr/sendungen/merkmal/309412/index.html
5. ↑  ERZIEHUNG / KONFESSIONSSCHULEN: Auf dem Rückzug. In: Der Spiegel. Nr. 20, 1967 (online).
6. ↑  Avenarius, Hermann; Ilgner, Rainer [Hrsg.], Der Staat und die katholische Schule, Köln 1992, S. 14: „Früher galt die katholische Schule vor allem als Bollwerk gegen schädliche Einflüsse von außen, gegen weltliche Gefahren. Heute wird ihre positive Aufgabe hervorgehoben“.
7. ↑  Karl Erlinghagen: Die Säkularisierung der deutschen Schule. Hannover 1972
8. ↑  Konkordat zwischen dem Heiligen Stuhle und dem Land Niedersachsen vom 26. Februar 1965
9. ↑  Avenarius, Hermann; Ilgner, Rainer [Hrsg.], Der Staat und die katholische Schule, Köln 1992, S. 12: Im ehemaligen Land Oldenburg gibt es im Grundschulbereich kraft verfassungsrechtlicher Bestandsgarantie nur Bekenntnisschulen (Art. 55 Vorl. Nds. Verf.). Bei ihnen ist, in Abweichung von den für die übrigen Bekenntnisschulen erlassenen Bestimmungen, die Aufnahme bekenntnisfremder Schüler unter erleichterten Bedingungen zulässig (im Einzelnen § 118 N SchG).
10. ↑  Das Recht auf christliche Erziehung im Kontext der Katholischen Schule. Kerstin Schmitz-Stuhlträger, Lit Verlag, 2009, S. 132
11. ↑  Schulen nehmen Abschied vom Ausnahmezustand (Memento vom 4. August 2012 im Webarchiv archive.today), Münsterländische Tageszeitung vom 22. März 2011.
12. ↑  Weil er schwul ist: Lehrer zieht Bewerbung als Schulleiter zurück. In: Focus Online. 3. Mai 2012, abgerufen am 8. Dezember 2014.
13. ↑  www.elterninitiative-lohne.de (Memento vom 21. Februar 2004 im Internet Archive)
14. ↑  Florian Klenk: Schule: Die Ketzer von Lohne. In: zeit.de. 9. Oktober 2003, abgerufen am 8. Dezember 2014.
15. ↑  Brüder-Grimm-Schule existiert nicht mehr. Oldenburgische Volkszeitung. 11. November 2010
16. ↑  Stadt Lohne: Mehrheit für Erhalt der Bekenntnisschulen (Memento vom 4. März 2016 im Internet Archive). 13. Oktober 2015
17. ↑  Andreas Hausfeld: Bekenntnisschulen: Abstimmung erfolgt nach den Osterferien. om-online.de, 2. Februar 2021, abgerufen am 31. Oktober 2021.
18. ↑  Werden Bekenntnisschulen umgewandelt? Oldenburgische Volkszeitung vom 12. April 2008 www.elterninitiative-lohne.de (Memento vom 10. Dezember 2014 im Internet Archive)
19. ↑  Umwandlung ist vorerst gescheitert Oldenburgische Volkszeitung vom 18. Dezember 2008 www.elterninitiative-lohne.de (Memento vom 4. Mai 2010 im Internet Archive)
20. ↑  Stadt Vechta: Abstimmung über Bekenntnisschulen: Eltern stimmen Umwandlung nicht mehrheitlich zu. 19. Oktober 2018
21. ↑  Stadt Vechta: Eltern stimmen über Bekenntnisschulen ab. 15. Juni 2018
22. ↑  Keine Mehrheit für Umwandlung der Bekenntnisschulen in Lohne. om-online.de, 21. November 2021, abgerufen am 25. November 2021.
23. ↑  Evangelische Lehrerin darf katholische Schule leiten. In: welt.de. 15. Juni 2018, abgerufen am 26. Juni 2018.
24. ↑  Lars Koschmieder wird Rektor der Josefschule. In: borkenerzeitung.de. 21. Juni 2018, abgerufen am 26. Juni 2018.
25. ↑  Sebastian Hartmann, Die staatliche Bekenntnisschule im Lichte des AGG, in: DÖV 2015, 875 ff.
26. ↑  Entschließungsantrag der Fraktion der SPD und der Fraktion BÜNDNIS 90/DIE GRÜNEN zum 11. Schulrechtsänderungsgesetz. (PDF) Landtag NRW, 17. März 2015, abgerufen am 19. Juni 2015.
27. ↑  Elftes Gesetz zur Änderung des Schulgesetzes für das Land Nordrhein-Westfalen (11. Schulrechtsänderungsgesetz). Landtag NRW, 19. März 2015, archiviert vom Original am 25. März 2015; abgerufen am 25. März 2015.
28. ↑  Oberverwaltungsgericht NRW: Pressemitteilung: Vorrangiger Aufnahmeanspruch bekenntnisangehöriger Kinder an Bekenntnisschulen in NRW. In: Beschluss vom 21.3.2016, Aktenzeichen: 19 B 996/15. 21. März 2016, archiviert vom Original am 27. August 2016; abgerufen am 27. August 2016.
29. ↑  Alle statistischen Daten aus Das Schulwesen in Nordrhein-Westfalen aus quantitativer Sicht 2023/24, www.schulministerium.nrw.de
30. ↑  Antwort der Landesregierung auf die Kleine Anfrage 1232 vom 13. Mai 2013 der Abgeordneten Monika Pieper PIRATEN, www.landtag.nrw.de
31. ↑  General-Anzeiger Bonn, Wohnort soll bei Aufnahme an Grundschulen Vorrang haben, 5. Juni 2009 www.general-anzeiger-bonn.de (Memento vom 25. November 2009 im Internet Archive)
32. 1 2  Hermann Horstkotte: Staatliche Bekenntnisschulen: Wie der Taufschein Nachbarskinder entzweit. In: zeit.de. 1. Februar 2011, abgerufen am 8. Dezember 2014.
33. ↑  Ebba Hagenberg-Miliu: Bekenntnisschulen in Bonn: Nachbarskinder werden getrennt, general-anzeiger-bonn.de, Artikel vom 8. Februar 2017.
34. ↑  Initiative „Kurze Beine – Kurze Wege“. In: Initiative „Kurze Beine – Kurze Wege“. Abgerufen am 27. August 2016.
35. ↑  Schulen werden zunehmend konfessionslos. Die Welt Online, 28. März 2012, abgerufen am 5. August 2012.TOP 4.4: Umwandlung von zwei Katholischen Grundschulen in Gemeinschaftsgrundschulen. Stadt Köln, 26. September 2013, abgerufen am 4. März 2014.
36. ↑  Bundesverwaltungsgericht: Urteil vom 19. Februar 1992, Az.: BVerwG 6 C 3/91. wolterskluwer-online.de. Abgerufen am 26. Februar 2021
37. ↑  Was ist eine Bekenntnisschule? Ein Grundlagenseminar. Immanuelschule Gifhorn, abgerufen am 26. Februar 2021
38. ↑  Joachim Heinz: Was Eltern über katholische Schulen wissen sollten. katholisch.de. 25. März 2018, abgerufen am 26. Februar 2021
39. ↑  Matthias Röser: Evangelikale Bekenntnisschulen. Evangelische Zentralstelle für Weltanschauungsfragen. Materialdienst 6/2019, abgerufen am 26. Februar 2021
40. ↑  Kirchliche Grundsätze für Unterricht und Erziehung in den Katholischen Bekenntnisgrundschulen im Land Nordrhein-Westfalen
41. ↑  Konkordat zwischen dem Heiligen Stuhle und dem Lande Niedersachsen (Konkordat ND) vom 1.7.1965. Artikel 8. Schule und Recht. Abgerufen am 24. Februar 2021
42. ↑  Schulstiftung St. Benedikt: Schule ist Kirche. Christliches Menschenbild prägt kirchliche Schulen. 15. April 2015. Abgerufen am 31. Oktober 2021
43. ↑  ja-zu-freien-schulen.de (Aktionsseite der Schulstiftung der Evangelisch-Lutherischen Landeskirche Sachsens)
44. ↑  Freie Evangelische Schule Ulm: Wo gibt es sonst noch evangelikale Schulen in Deutschland?. Abgerufen am 24. Februar 2021
45. ↑  Adventistische Mose-Bekenntnisschule eröffnet, idea.de, Artikel vom 21. September 2018.
46. ↑  Konzepte mit Fragezeichen (PDF; 1,8 MB) – Stellungnahme von Gottfried Meskemper, einem der Mitgründer der Bremer Bekenntnisschule, zu Reformprozessen innerhalb der Schule nach 2002
47. ↑  Sandra Amusievicz-Baer: Schulen für ein lebendiges Judentum in Deutschland. tagesspiegel.de. 4. November 2018, abgerufen am 27. Februar 2021
48. ↑  Internetauftritt der Islamischen Schule. Abgerufen am 27. Februar 2021
49. ↑  Manfred L. Pirner: Schule, konfessionell. bibelwissenschaft.de. Abgerufen am 27. Februar 2021
50. ↑  Private islamische Bekenntnisgrundschule; Genehmigung; Darlegung der Bekenntnisprägung. Urteil vom 11. Juli 2003. Verwaltungsgericht Stuttgart. Abgerufen am 27. Februar 2021
51. ↑  Hale Doerfer-Kir: Verfassungsrechtliche Rahmenbedingungen islamischer Erziehung in Privatschulen und Koranschulen in Deutschland. Berliner Wissenschaftsverlag (BWV), 2017, ISBN 978-3-8305-3572-0, S. 175.
52. ↑  Rheinland-Pfalz erwartet Verfassungstreue: Islam im Unterricht?. domradio.de. 29. August 2018, abgerufen am 28. Februar 2021
53. ↑  Stadt Frankfurt am Main: Merkblatt zur Verfassungstreue und Absage an alle Formen des Extremismus. Abgerufen am 28. Februar 2021
54. ↑  Hermann Horstkotte: Staatliche Bekenntnisschulen: Andersgläubige müssen draußen bleiben. Spiegel Online, archiviert vom Original am 25. Juli 2010; abgerufen am 20. September 2012.
55. ↑  Hermann Horstkotte: Konfessionsschulen: Schulverweis oder Religionsunterricht. In: zeit.de. 20. Juli 2011, abgerufen am 8. Dezember 2014.
56. ↑  Freie Christliche Bekenntnisschule Cloppenburg e. V. Verband evangelischer Bekenntnisschulen e. V., abgerufen am 17. Februar 2021.
57. ↑  Carsten Mensing: Pfingstler suchen Räume für „ihre“ Grundschule. nwzonline.de, 21. November 2020, abgerufen am 17. Februar 2021.
58. ↑  Gemeinde Molbergen: Protokoll über die 20. Sitzung des Rates der Gemeinde Molbergen in der Kommunalwahlperiode 2016 – 2021 am Mittwoch, 31. März 2021. S. 3–7. 31. März 2021
59. ↑  Heinz-Josef Laing: Die Renaissance der Zentrumspartei. Rundblick Niedersachsen, 1. September 2016, abgerufen am 17. Februar 2021.
60. ↑  Gemeinde Molbergen: Niederschrift der 7. Sitzung des Schulausschusses der Gemeinde Molbergen am 22. Februar 2016. S. 3 (Memento vom 28. Dezember 2021 im Internet Archive). 22. Februar 2016, abgerufen am 25. Februar 2021
61. ↑  Reiner Kramer: Bekenntnisschule ist vom Tisch. Verantwortlichen seien Steine in den Weg gelegt worden. In: Nordwestzeitung. 24. Januar 2024. S. 1
62. ↑  Cloppenburg - Nein zur Bekenntnisschule. Michael Jägers Rede im Rat am 22.2.2021 zur Ablehnung einer christlich-evangelikalen Bekenntnisschule. gruene-cloppenburg.de, 23. Februar 2021, abgerufen am 25. Januar 2024.
63. ↑  Forum säkulares Bremen: Über uns: Wer wir sind und was wir wollen. Abgerufen am 25. Februar 2021
64. ↑  Forum säkulares Bremen: Staatliche Förderung evangelikaler Bekenntnisschule beenden 16. September 2020, abgerufen am 25. Februar 2021
65. ↑  Michael C. Bauer, Arik Platzek: Gläserne Wende. Bericht zur Benachteiligung nichtreligiöser Menschen in Deutschland. S. 39. glaeserne-waende.de. September 2019, abgerufen am 28. Februar 2021
66. ↑  Nadine Conti: Paderborn: Muslimisches Kind zu Recht abgewiesen. Neue Westfälische, abgerufen am 4. März 2014.
67. ↑  Urteil Verwaltungsgericht Minden, 8 K 1719/13. Abgerufen am 9. März 2014.
68. ↑  Verordnung zur Ausführung des § 97 Abs. 4 Schulgesetz (Schülerfahrkostenverordnung – SchfkVO -), §13 Abs. 3 recht.nrw.de
69. ↑  An staatlichen Bekenntnisschulen ist der Schulgottesdienst Pflicht. Domradio.de, abgerufen am 20. März 2018.
70. ↑  Beschluss Bundesverfassungsgericht vom 08. September 2017 – 1 BvR 984/17. Abgerufen am 20. März 2018.
71. ↑  Hermann Horstkotte: Protestantin darf Schule nicht leiten. Frankfurter Rundschau Online, abgerufen am 12. Februar 2010.
72. ↑  AGG § 9 Absatz 2 und AGG § 20 Absatz 1 Nr. 4
73. ↑  Sebastian Hartmann, Die staatliche Bekenntnisschule im Lichte des AGG, in: DÖV 2015, 875 ff.